# Amaurobius yanoianus
Amaurobius yanoianus är en spindelart som beskrevs av Nakatsudi 1943. Amaurobius yanoianus ingår i släktet Amaurobius och familjen mörkerspindlar. Inga underarter finns listade i Catalogue of Life.